# 平面表示記号
平面表示記号（へいめんひょうじきごう）とは、建築における平面図において、建具や開口部の形状などを表す記号のこと。

## 概要
日本産業規格の『建築製図通則（JIS A 0150）』で規定される、原則として尺度1:100,1:200の平面図に用いる『平面表示記号』と、より大きな尺度の図面において使用する、より詳細な形状を示す記号を用いる『平面表示記号』がある。具体的な記号の例はを参照されたい。
上記のように建具形式などは『平面表記記号』で示されるが、部材の切り口を表示するためには同じく『建築製図通則（JIS A 0150）』で規定される『材料構造表示記号』を使用する。また、その材料種別・開閉方法等を詳細に表示するときは『建具表示記号（JIS A 0151）』を使用する。これら複合的に使用される記号については後述の記号も参照。

## 歴史
『建築製図通則（JIS A 0150）』は、社団法人 日本建築学会の原案により1958年5月31日に制定されたものであり、幾度か改定されている。

## その他関連記号
建築に関する記号は、他には以下に例示するような記号が規定されている。これらを組み合わせることによって図面を作成する。
- 溶接記号（JIS Z 3021）
- 電気設備の図記号（JIS C 0303）
- 給排水衛生・ガス設備の図記号（JIS B 0011-1〜3）

## 参考サイト
- “日本工業標準調査会”.   日本工業標準調査会. 2013年1月27日閲覧。 “JIS検索”　経済産業省に設置されている審議会。JIS検索というリンクから検索できる。